# Henryk Arctowski
Henryk Arctowski (15 tháng 7 năm 1871 - 21 tháng 2 năm 1958; phát âm tiếng Ba Lan: [ˈxɛnrɨk art͡sˈtɔfskʲi]), tên khai sinh là Henryk Artzt, là nhà khoa học và nhà thám hiểm người Ba Lan. Ông là một trong những người đầu tiên sống ở Nam Cực và trở thành nhà khí tượng học nổi tiếng thế giới. Ông có công lao trong việc khôi phục nền độc lập của Ba Lan sau Chiến tranh thế giới thứ nhất. Để vinh danh ông, một số khu vực ở Nam Cực, Trạm Nam Cực Ba Lan Henryk Arctowski và huy chương của Viện Hàn lâm Khoa học Quốc gia được đặt theo tên của ông.

## Cuộc đời
Henryk Arctowski sinh ra ở Warszawa vào ngày 15 tháng 7 năm 1871. Khi còn nhỏ, ông sống ở vùng đất Ba Lan bị Đức chiếm đóng. Ông bị truy tố vì nói tiếng Ba Lan trong trường học, vì vậy cha mẹ đã gửi ông đến Liège. Năm 1888, ông bắt đầu nghiên cứu toán học, vật lý và thiên văn học tại Đại học Liège, và hóa học và địa chất tại Đại học Paris ở Sorbonne. Sau khi hoàn thành vào năm 1893, ông trở lại Liège và làm việc trong phòng thí nghiệm của giáo sư Spring ở khoa hóa học cho đến năm 1869. Năm 1893, ông xin phép chính phủ Bỉ đổi tên Artzt thành Arctowski.

## Đến Hoa Kỳ
Năm 1909, ông cùng vợ chuyển đến New York. Tại đây ông quản lý chuyên mục khoa học thuộc Thư viện Công cộng New York từ năm 1911 đến năm 1919. Năm 1915, ông nhập quốc tịch Mỹ.

## Trở về Ba Lan
Năm 1920, ông trở lại Ba Lan khi Ba Lan giành được độc lập. Thủ tướng Paderewski đề cử ông làm bộ trưởng bộ Giáo dục, nhưng ông từ chối và theo đuổi ngành Địa vật lý và Khí tượng tại Đại học Jan Kazimierz. Ông rất tích cực trong nghiên cứu khoa học: ông và cộng sự viết và xuất bản 144 bài báo và tham gia vào Liên đoàn Trắc địa và Địa vật lý Quốc tế. Năm 1939, ông cùng vợ sang Mỹ tham dự hội nghị của Liên đoàn Trắc địa và Địa vật lý Quốc tế, khi Liên Xô và Đức Quốc xã xâm lược Ba Lan. Từ đó trở đi, ông không thể quay lại được Ba Lan được nữa và mất hết tài sản.

## Quay trở lại Hoa Kỳ
Ông nhận lời làm cộng tác viên nghiên cứu tại viện Smithsonian và tiếp tục nghiên cứu cho đến khi qua đời. Ông qua đời tại Bethesda, Maryland năm 1958 vì bạo bệnh.

## Tri ân
Để ghi nhận công lao và đóng góp của ông cho khoa học, tên của ông đã được đặt cho một số khu vực địa lý:
Ở Nam Cực:
- Chỏm băng Arctowski
- Vịnh Arctowski
- Bán đảo Arctowski
- Nunatak Arctowski (nunatak là núi đá giữa sông băng)
- Đỉnh Arctowski

Ở Spitsbergen:
- Arctowskifjellet (Núi Arctowski)
- Arctowskibreen (Sông băng Arctowski)

Trạm nghiên cứu Ba Lan trên Đảo King George tên là Trạm Nam Cực Ba Lan Henryk Arctowski, cũng được đặt theo tên của ông.
Vợ của ông thành lập quỹ Henryk Arctowski và Huân chương Arctowski. Viện Hàn lâm Khoa học Quốc gia Hoa Kỳ trao huân chương 2 năm một lần cho "các nghiên cứu về vật lý mặt trời và mối quan hệ giữa mặt trời và trái đất."